# Độ Richter
Thang đo Richter là một loại thang để xác định sức tàn phá của các cơn động đất (địa chấn). Sau này, nó được xem lại và đổi tên thành thang độ lớn địa phương, ký hiệu ML hoặc ML .

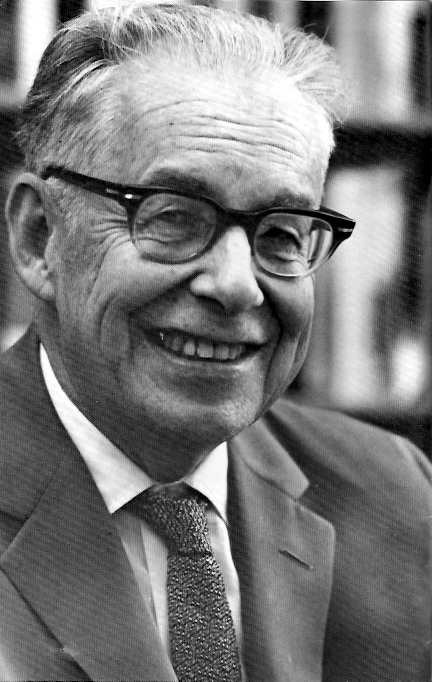
Charles Francis Richter

Thang đo này được Charles Francis Richter đề xuất vào năm 1935. Đầu tiên nó được sử dụng để sắp xếp các số đo về cơn động đất địa phương tại California. Những số đo này được đo bằng 1 địa chấn kế đặt cách xa nơi động đất 100 km.
Báo chí không chuyên môn về khoa học thường nói ra độ lớn động đất "theo thang Richter". Tuy nhiên, phần nhiều độ lớn được tính ngày nay thực sự là tính toán theo thang độ lớn mô men, vì thang Richter cũ hơn và không thích hợp với các độ lớn hơn 6,8. Cục Khảo sát Địa chất Hoa Kỳ (USGS) không sử dụng thang này đối với các trận động đất có cường độ nhỏ hơn 3,5.

## Nguyên tắc
Thang đo Richter là 1 thang logarit với đơn vị là độ Richter. Độ Richter tương ứng với lôgarit thập phân của biên độ những sóng địa chấn đo ở 100 km cách chấn tâm của cơn động đất. Độ Richter được tính như sau:
ML = log(A) - log(A0)
với A là biên độ tối đa đo được bằng địa chấn kế và A0 là 1 biên độ chuẩn.
Theo thang Richter, biên độ của một trận động đất có độ Richter 6 mạnh bằng 10 lần biên độ của 1 trận động đất có độ Richter 5. Năng lượng được phát ra bởi trận động đất có độ Richter 6 bằng khoảng 32 lần năng lượng của trận động đất có độ Richter 5.

## Các mức độ
Bảng thang đo độ Richter (Rích-te) của động đất
| Mô tả            | Độ Richter  | Tác hại | Tần số xảy ra                                                         |
| ---------------- | ----------- | --- | --------------------------------------------------------------------- |
| không đáng kể    | nhỏ hơn 2,0 | động đất thật nhỏ, không cảm nhận được | khoảng 8.000 lần/ngày (1 lần 10 giây)                                 |
| thật nhỏ         | 2,0-2,9     | thường không cảm nhận nhưng đo được | khoảng 1.000 lần/ngày (1 lần 1,2 phút)                                |
| nhỏ              | 3,0-3,9     | cảm nhận được nhưng ít khi gây thiệt hại | khoảng 49.000 lần/năm (160 lần/ngày)                                  |
| nhẹ              | 4,0-4,9     | rung chuyển đồ vật trong nhà. Thiệt hại khá nghiêm trọng.                                                                                           | khoảng 6.200 lần/năm                                                  |
| trung bình       | 5,0-5,9     | có thể gây thiệt hại nặng cho những kiến trúc không theo tiêu chuẩn phòng ngừa địa chấn. Thiệt hại nhẹ cho những kiến trúc xây cất đúng tiêu chuẩn. | khoảng 800 lần/năm                                                    |
| mạnh             | 6,0-6,9     | Có sức tiêu hủy mạnh trong những vùng đông dân trong chu vi 180 km bán kính.                                                                        | khoảng 120 lần/năm                                                    |
| rất mạnh         | 7,0-7,9     | có sức tàn phá nghiêm trọng trên những diện tích to lớn.                                                                                            | khoảng 18 lần/năm                                                     |
| cực mạnh         | 8,0-8,9     | có sức tàn phá vô cùng nghiêm trọng trên những diện tích to lớn trong chu vi bán kính hàng trăm km.                                                 | khoảng 1 lần/năm                                                      |
| cực kỳ mạnh      | 9,0-9,9     | Khả năng tàn phá ngoài sức tưởng tượng trong phạm vi hàng nghìn km²                                                                                 | khoảng 1 lần/20 năm                                                   |
| tận thế          | 10-10,9     | Hủy diệt mọi thứ, không gì có thể trụ vững trên diện tích cả lục địa                                                                                | cực hiếm Chicxulub                                                    |
| hủy diệt sự sống | 11+         | Một thiên thạch cỡ 98.1 km trở lên đâm vào Trái Đất                                                                                                 | cực hiếm: Vụ va chạm giữa Theia và trái đất (khoảng 4.5 tỷ năm trước) |

Mỗi trận động đất có 1 độ Richter duy nhất xác định sức tàn phá của nó trong khi cường độ thì thay đổi tùy theo khoảng cách xa hay gần đối với chấn tâm. Có thể so sánh với 1 khẩu pháo: kích thước của cây pháo nói lên sức mạnh lúc nổ (tương ứng với độ Richter) và tiếng nổ nghe được (tương ứng với cường độ của trận động đất).